# Лозенградці
Ло́зенградці (болг. Лозенградци) — село в Кирджалійській області Болгарії. Входить до складу общини Кирково.

## Населення
За даними перепису населення 2011 року у селі проживали 224 особи, з них 9 осіб (81,8%) — болгари.
Розподіл населення за віком у 2011 році:
Динаміка населення: